# 달까지 가자 (드라마)
《달까지 가자》은 2025년 9월 19일부터 방송 예정인 MBC 금토 드라마다.

## 기획 의도
월급만으론 생존할 수 없는 흙수저 세 여자가 코인 투자에 뛰어들며 벌어지는 하이퍼리얼리즘 생존기

## 제작진

### 제작사
- 본팩토리

### 극본
- 나윤채

### 연출
- 오다영
- 정훈

## 등장 인물

### 주요 인물
- 이선빈 : 정다해 역
- 라미란 : 강은상 역
- 조아람 : 김지송 역
- 김영대 : 함지우 역

### 주변 인물
- 음문석 :
- 홍승희 :
- 김미경 :
- 서현철 :
- 이상진 :
- 김광식 :
- 차시원 :
- 고한민 :
- 오승아 :
- 안동구 :
- 서지수 :

### 특별 출연
- 장하오 : 웨이린 역

## 같이 보기
- 대한민국의 텔레비전 드라마 목록 (ㄷ)
- 2025년 대한민국의 텔레비전 드라마 목록